# Schlacht von Cetingrad (1790)
Die Schlacht von Cetingrad war ein Teil der Militäroperation der habsburgischen K. u. k. Armee mit dem Ziel, die kroatische Burg Cetin (Cetingrad) mit Umgebung, die Gebiete des damaligen Türkisch-Kroatien, von der türkischen Besetzung zu befreien. Die Operation geschah im Rahmen des zweiten Russisch-Habsburgischen Türkenkrieges (1787–1792). Die Schlacht selbst begann am 22. Juni 1790 und endete nach fast einmonatiger Dauer am 20. Juli desselben Jahres siegreich für die habsburgischen Truppen. Damit wurde Cetingrad, ein wichtiger militärischer Stützpunkt im Grenzgebiet, der im 16. Jahrhundert in die Hände der türkischen Eroberer gefallen war, wieder ein Teil des Königreichs Kroatien.

## Vorgeschichte
In der Burg Cetin wählte der kroatische Sabor am 1. Januar 1527 Ferdinand I. von Habsburg zum kroatischen König und bestätigte das mit der Charta von Cetingrad. Später war die Burg in türkischer Hand und einige Versuche, sie im 18. Jahrhundert zurückzuerobern, blieben erfolglos, als 1787 der Russisch-Habsburgische Türkenkrieg ausbrach, ergab sich eine neue Gelegenheit, dies zu versuchen.

## Verlauf des Feldzuges
Im Frühling 1790 setzte sich das K. u. k. Kroatische Armeekorps unter dem Kommando von Feldzeugmeister Joseph Nikolaus Baron de Vins in Bewegung von Karlovac nach Vojnić. De Vins wollte mit diesem Feldzug die türkischen Einfälle ins Grenzgebiet stoppen und von den Türken eroberte Teile Kroatiens um die Burg Cetin, sowie Furjan, Bužim, Ostrožac, Tržac und einige andere befreien. Schon im Jahr 1788 gelang es dem Generalmajor Peharnik-Hotković die etwas südlicher liegende Burg Drežnik zurückzuerobern. Die gesamte Truppenstärke des Armeekorpses betrug 24.380 Mann; dazu gehörten auch 1.280 Pferde. Im Hauptquartier von de Vins waren erfahrene Offiziere wie z. B. Feldmarschallleutenant von Wallisch, Generalmajor Peharnik-Hotković, Oberst Pejačević, Oberstleutnant Gyulay, Oberstleutnant von Liechtenstein, Oberstleutnant Jelačić und Major Vukasović. Einige Einheiten rückten nach Bužim, Ostrožac, Prijedor oder Petrovac vor, die etwa 4000 Mann starken Truppen um Untermarschall von Wallisch, Oberst Pejačević und Oberstleutnant Gyulay trafen am 22. Juni 1790 in der Nähe Cetingrads ein, worin sich ungefähr 1000 Türken befanden, und kreisten sie ein.

## Schlacht
Die Soldaten gruben sich umgehend ein und positionierten die Geschütze. Am nächsten Morgen eröffneten die Geschütze gleichzeitig das Feuer auf die Burg. Die belagerte türkische Besatzung antwortete ihrerseits auch mit Geschützfeuer. Am 26. Juni brach ein Feuer in der Burg aus, das eine Explosion des Munitionslagers verursachte. Nach mehreren Tagen unter Geschützfeuer wurden die Mauern der Burg stark beschädigt und die Soldaten des Armeekorpses stürmten sie, um in die Burg einzudringen, aber ohne Erfolg. Sie versuchten auch mehrere Minen unter die Mauer zu treiben.
Der Angriff wurde wegen des starken Regens, der Anfang Juli gefallen war, sehr verlangsamt und erst am 20. Juli gelang es den K. u. k. Soldaten durch eine Öffnung in der Mauer durchzubrechen. Sie setzten die Burg in Brand, der etwas später das ganze Gebäude fast völlig zerstörte. Kurz darauf ergaben sich die verbliebenen Osmanen. Oberleutnant Biringer konnte den Kommandanten der Burg, Disdar-Agha Ali-Bey Beširević, gefangen nehmen.

## Nachgeschichte
Es dauerte einige Tage, bis der Brand gelöscht und die Ordnung wieder hergestellt war. Die erbeuteten türkischen Waffen wurden aufgezählt, die Toten begraben und Gefangene versorgt. Es waren insgesamt ungefähr 1000 tote und 144 gefangene Osmanen sowie rund 300 Mann Verluste bei den k. u. k. Soldaten.
Die ganze Operation des k. u. k. Kroatischen Armeekorps auf dem Gebiet von Kordun, Lika, Banovina und westlichen Türkisch-Kroatien dauerte bis Mitte Oktober 1790. Es war ihm gelungen, einen Teil des kroatischen Territoriums zurückzuerobern, einschließlich Furjan, Lapac, Boričevac u. a. Ein Waffenstillstand wurde dann sofort geschlossen, der am 4. August 1791 mit dem Frieden von Swischtow bestätigt wurde. Die Türken versuchten später mehrmals wieder die Burg militärisch zu erobern, aber ohne Erfolg.